# Pressiat

Pressiat este o comună în departamentul Ain din estul Franței.